# Amarg d'Angostura
L'amarg d'Angostura, o suc de llima concentrat, és un ingredient molt apreciat en l'elaboració com bíter en còctels, i també com a condiment de sopes i salses. De sabor amarg amb contingut alcohòlic del 44,7% en volum, s'usa en petites quantitats per donar un toc a diferents mescles.

## Història
La història comença l'any de 1822 quan una epidèmia de còlera colpejava la població veneçolana que s'havia dit Sant Tomàs de Nova Guaiana de l'Angostura de l'Orinoco, (nom posteriorment canviat a Angostura i més tard a Ciudad Bolívar) atès que estava situat sobre la part més estreta del riu Orinoco. Després de dedicar-se amb entusiasme a la recerca de les propietats de les plantes sud-americanes, el jove metge prussià Johann Gottlieb Benjamin Siegert va crear un medicament una mica amarg, de sabor bastant inusual, però de provada eficàcia per alleujar les volatilitats de l'estómac dels seus nombrosos pacients.
Aquesta poció estava composta d'una base de genciana combinada amb més de 25 productes botànics de l'abundant reserva natural d'aquestes terres tropicals, que incloïa fruites, arrels, llavors aromàtiques, escorces, i una bona quantitat d'ingredients el nom dels quals i proporció es mantenen, encara avui dia, en el més estricte secret. Al contrari del que es creu popularment, no conté escorça d'Angostura (Angostura trifoliata), la importació de la qual està restringida en països com els Estats Units. No obstant això, sabem que entre les conegudes i famoses plantes hi figuren la quina (Cinchona officinalis) ―la imatge de la qual figura en l'escut nacional del Perú― i la sarrapia (Diphysa punctata). El 1830 va instal·lar una destil·leria i la preparació del doctor Siegert no va trigar gaire a fer-se famosa en el continent i fora d'ell, guanyant la medalla d'or a l'Exposició Universal de Viena de 1873.
Després de la defunció de Siegert el 1870, la família es va traslladar el 1875 a Port-of-Spain (Trinitat i Tobago), on va seguir ―i segueix fins avui― fabricant el famós Amarg d'Angostura, preservant el seu nom per tal de mantenir l'origen veneçolà de la majoria dels seu productes fins avui, i també la peculiar etiqueta en quatre idiomes i la signatura del seu inventor.
La fórmula va estar escrita sobre la paret del soterrani de la casa del doctor Siegert (que després va pertànyer a una altra família de cognom Contasti) a Angostura, fins a principis del segle xx. La fórmula va desaparèixer en ser pintada aquesta paret.

## El seu creador
El seu creador va ser Johann Gottlieb Benjamin Siegert (22 novembre 1796, Grosswalditz, Alemanya - 13 setembre 1870, Ciutat Bolívar, Veneçuela), un metge alemany graduat a Hamburg que va estar al servei del Llibertador Simón Bolívar durant la Guerra d'Independència de Veneçuela, en qualitat de cirurgià general de l'exèrcit.
Avui, les restes de l'inspirat doctor Siegert, reposen a Ciutat Bolívar, nom amb què es va batejar l'antiga ciutat d'Angostura el 1846.
Fill de Johann Christoph Siegert i d'Ann Regina Richter. Després de graduar-se a la universitat, és nomenat cirurgià al Real Hospital Prussià Provincial de Magdeburg (1815). Com a metge traumatòleg del batalló de Caçadors de Magdeburg participà en la campanya contra Napoleó Bonaparte que culmina amb la batalla de Waterloo (1815). Desmobilitzat, retorna a l'exercici de la seva professió. Contractat per Luís López Méndez, agent veneçolà a Londres, Siegert arriba a Angostura l'1 d'agost de 1819 amb el nomenament de cirurgià de regiment de l'Exèrcit veneçolà. Metge major i traumatòleg de l'Hospital Militar d'Angostura (1820), assumeix la direcció mèdica-quirúrgica dels hospitals militars de Guaiana (1820-1846). Les seves recerques en el camp de les herbes aromàtiques el porten a crear, el 1824, l'anomenat «amarg d'Angostura», preparació a base de genciana combinada amb diferents espècies vegetals, que tenia la finalitat inicial de guarir el mareig. El 1827 va contraure matrimoni amb María del Pilar Araujo. Envidua i el 1830 contreu novament matrimoni amb Bonifacia Gómez. Fundador de la Farmàcia Municipal d'Angostura (1828), així com de l'Ambulatori i Hospital Civil d'aquesta localitat. Siegert revalida el seu títol mèdic a la Universitat Central de Veneçuela (1838) i és designat mèdic cirurgià dels Exèrcits de la República (amb el grau de coronel) pel president José Tadeo Monagas (1848). Retirat de l'exercici professional el 1858, es dedica juntament amb els seus fills, a través de l'empresa J.G.B. Siegert & Sons, a la fabricació i comercialització del seu «amarg d'Angostura», el qual aviat aconsegueix notorietat mundial.

## Usos
El seu ús inicial va ser per alleujar algunes xacres estomacals. Però les bondats addicionals que alguns van descobrir posteriorment és que aromatitzava i enfortia el sabor de determinades begudes i preparacions culinàries, motiu que va fer que amb el temps desaparegués de les farmacioles de les llars i hospitals per convertir-se en ingredient comú en bars i cuines del món sencer. A part d'usar-se com bíter en còctels, també és utilitzat per donar gust a sopes i salses.

## Presentació
La poció es comercialitza en petites ampolles, essent la marca més famosa i popular "Amarg d'Angostura".
Es solen usar unes gotes en begudes (G&T, Mojito, Cuba Lliure, Pisco sour), còctels clàssics com el Manhattan, Champagne Cocktail, etc. i refrescs com LLB (Lemon Lime & Bitters) o "Fantasia", Rock Shandy, The Chapman, The Gunner.
Graduació alcohòlica 44,7%